# Liste der deutschen Botschafter in Sierra Leone
Die Liste der deutschen Botschafter in Sierra Leone enthält die Botschafter der Bundesrepublik Deutschland in Sierra Leone. Sitz der Botschaft ist in Freetown.
Für Sierra Leone war zwischen 1991 und 2003 der deutsche Botschafter in Conakry, Guinea, akkreditiert.  Rechts-, Konsular- sowie Visaangelegenheiten übernimmt die deutsche Botschaft Accra, Ghana.
| Name                        | Amtszeit  | Anmerkungen     |
| --------------------------- | --------- | --------------- |
| Gerd Deyhle                 | 1961–1964 |                 |
| Werner Seldis               | 1964–1969 |                 |
| Karl Münch                  | 1969–1974 |                 |
| Richard Achenbach           | 1974–1978 |                 |
| Hennecke Graf von Bassewitz | 1979–1982 |                 |
| Christian Nakonz            | 1982–1986 |                 |
| Franz Eichinger             | 1986–1988 |                 |
| Hermann Sitz                | 1988–1991 |                 |
| Karl Prinz                  | 1991–1994 |                 |
| Martin Schwarz              | um 2007   | Geschäftsträger |
| Rolf Saligmann              | –2009     |                 |
| Thomas Freudenhammer        | 2009–2011 |                 |
| Rüdiger John                | 2011–2013 |                 |
| Christian Rumplecker        | 2013–2015 |                 |
| Wolfgang Wiethoff           | 2015–2018 |                 |
| Horst Gruner                | 2018–2022 |                 |
| Jens Kraus-Massé            | seit 2022 |                 |